# Drosophila chauvacae
Drosophila chauvacae este o specie de muște din genul Drosophila, familia Drosophilidae, descrisă de Tsacas în anul 1984. Conform Catalogue of Life specia Drosophila chauvacae nu are subspecii cunoscute.